# Le Retour de Ringo
Série
Un pistolet pour Ringo
(1965)
Pour plus de détails, voir Fiche technique et Distribution.
Le Retour de Ringo (Il ritorno di Ringo) est un western spaghetti hispano-italien réalisé par Duccio Tessari, sorti en 1965. Il s'agit d'une suite spirituelle d'Un pistolet pour Ringo.

## Synopsis
Ringo, de retour dans sa ville après la Guerre de Sécession, découvre que celle-ci est aux mains d'une bande de Mexicains, dont l'un d'entre eux a séduit son épouse.

## Fiche technique
Sauf indication contraire, les informations mentionnées dans cette section peuvent être confirmées par la base de données cinématographiques IMDb,  présente dans la section « Liens externes ».
- Titre : Le Retour de Ringo
- Titre original : Il ritorno di Ringo
- Réalisation : Duccio Tessari
  - Assistant réalisateur : Fernando Di Leo
- Scénario : Duccio Tessari, Fernando Di Leo
- Musique : Ennio Morricone
- Photographie : Francisco Marin
- Montage : Licia Quaglia
- Décors : Juan Alberto Soler
- Pays d'origine :  Espagne- Italie
- Genre : western spaghetti
- Date de sortie : 1965[Quand ?][Où ?]
- Certification : tous publics[Où ?]

## Distribution
- Giuliano Gemma : Capitaine Montgomery Brown, dit Ringo
- Fernando Sancho : Esteban Fuentes
- Lorella De Luca : Helen Brown / Hally Fitzgerald
- George Martin : Francisco Fuentes, dit Paco
- Nieves Navarro : Rosita, la fille du Saloon
- Antonio Casas : Shérif Carson
- Manuel Muñiz : Myosotis / Morning Glory (Pajarito)
- Mónica Sugranes : Elizabeth Brown
- Víctor Bayo : Jeremiah Pitt, le propriétaire du saloon
- Tunet Vila : Mimbreno, l'apache médecin
- Juan Torres : Barman au village de Mimbre
- Jose Halufi : Fossoyeur

## Accueil critique
Quentin Tarantino l'a classé 10e dans sa liste des 20 meilleurs westerns spaghetti.